# 美国历史 (1865年—1918年)
1865年至1917年的美国历史（英語：history of the United States from 1865 to 1917），经历了重建时代、镀金时代与进步时代，这一时期见证了工业化的兴起及由此带来的美国的移民潮。
这一时期在美国北部与美国西部经历了快速的经济增长与繁荣，美国由此成为世界主导的经济、工业与农业强国。非农业工人的年均收入（扣除通胀因素）从1865年至1900年增长了75%，在此后的1918年前又增长了33%。随着1865年在美国内战中战胜南方邦联，美国成为一个统一国家，国家政权也更为集中。重建时代终结了奴隶制并赋予前奴隶美国国籍，但他们新获得的政治权力在十年内就遭到削弱，随后在吉姆·克劳法种族隔离体系下成为二等公民，该体系在美国社会中广泛存在并持续了80至90年。在政治上，这一时期涵盖第三党派体系与第四党派体系，共和党在大多数时期主导国家政治（仅有两位民主党总统当选）。1900年后，随着总统威廉·麦金利被刺杀，美国进入进步时代，这一时期推动了政治、商业与社会改革（如政府对教育的新角色与扩张、女性社会地位提升、遏制企业过度行为、政府与社会各方面的现代化）。进步派通过新兴的中产阶级组织与地方腐败政党和大城市的政党机器进行斗争。他们要求——并最终赢得——女性投票权与1920至1933年间的全国禁酒令。
在欧洲移民的空前浪潮中，1865年至1918年间有2,750万名新移民抵达美国，为工业与农业扩张提供了必要的劳动力基础，也构成了快速扩张的城市人口基础。
至19世纪后期，美国已成为全球领先的工业强国，依靠新技术（如电报与贝塞麦转炉炼钢法）、日益扩展的铁路网以及丰富的自然资源（如煤炭、木材、石油与农地）开启了第二次工业革命。
同一时期，美国也开始在国际舞台上崛起为超级大国：1867年，原本属于俄罗斯帝国的阿拉斯加被购入美国；1898年美国在美西战争中轻松击败了古老的西班牙帝国，由此获得了古巴、菲律宾、关岛和波多黎各；1898年，独立的夏威夷共和国通过纽兰兹决议案成为美国的属地；1900年，美国在和德国、英国的三分决议中，得到了萨摩亚；1917年，美国从丹麦购得了維爾京群島。在第一次世界大战结束前，美国的扩张主义达到了顶峰。

## 内战的结束和重建
重建是在美国内战之后，当南方试图脱离出联邦失败后，联邦政府试图使联邦重新联合的时期。林肯之前已经签署了一份宽容的重建计划，但是在内战中的伤亡和损失使得国会反对重新接纳不对脱离行为进行谴责的州。联邦政府通过一系列的法案来确定重新接纳南方州份的条件和程序。
重建的很大一个问题是关于南方各州是否要解放奴隶并给以他们公民权。但南方很多州多否认给以奴隶平等的公民权，这使得北方的很多人士感到不满，因此国会于1866年（后来又有一次是在1875年）重新制定了一个公民权法案。但是在1866年提出的两个民权法案都被总统约翰逊否决。这使得国会议员认识到必须采取行动。这导致后来通过了宪法第十四条修正案。
在共和党人赢得中期选举的胜利后，重建法案“为叛乱各州筹建较为有效率的政府”于1867年3月2日获得通过。这个法案把南方的10个州（除了在1866年被重新接纳到联邦的田纳西州外）分为5个军区，各有一名军队将领管辖。军队将根据宪法修正案第十四条的规定，剥夺前联邦领导人的选举权，并督促各州批准第十四条修正案，起草新的州宪法。
在重建过程中，南方社会有了很大的改变。来自北方的人，被称为“自备毡囊者”（carpetbagger）来到南方并参与到政府中。反对权利法案的恐怖主义分子三K党则不断通过暗杀白人共和党人和黑人领袖等手段破坏公民权的实施。
| 叛乱的南部各州 | 叛乱的南部各州 | 重新加入联邦的日期 |
| -------------- | -------------- | ------------------ |
| 田纳西州       | 田纳西州       | 1866年7月24日      |
| 第一军区       | 州             | 1870年1月26日      |
| 第二军区       | 北卡罗来纳州   | 1868年6月25日      |
| 第二军区       | 南卡罗来纳州   | 1868年6月25日      |
| 第三军区       | 佐治亚州       | 1870年7月15日      |
| 第三军区       | 亚拉巴马州     | 1868年7月14日      |
| 第三军区       | 佛罗里达州     | 1868年6月25日      |
| 第四军区       | 阿肯色州       | 1868年6月22日      |
| 第四军区       | 密西西比州     | 1870年2月23日      |
| 第五军区       | 路易斯安那州   | 1868年6月25日      |
| 第五军区       | 德克萨斯州     | 1870年3月30日      |

美国内战后，有几条宪法条例获得通过：第13条，废除了奴隶制；第14条，给以非洲裔美国人以公民权；以及第15条，给以被解放者公民权。第14条受到南方人的反对，但是作为重新加入联邦的选决条件，他们必须通过这个条例。到1870年，所有南方的州份都重新加入联邦，但是重建一直持续到1877年，在一次具有争议的选举中，海斯当选为总统。海斯受到北方人的支持，打败了他的对手塞缪尔·J·蒂尔登。有的历史学家认为这次选举是为了换取重建的结束，这些理论把这次选举描绘成“1877年的妥协”。并不是所有的历史学家都同意这种说法，但是无论如何，不考虑详细的状况，重建已经到了结束的时候了。
重建的结束本质上宣告了非裔美国人公民权的结束，在战后的几年后，北方人对于继续给以黑人公民权失去了兴趣并把注意力集中到其他的地方。南方事实上已经被允许建立种族隔离的社会作为重新被纳入到联邦中的条件。最初对公民权利政策的恐惧也开始减弱。在重建后，很多的公民权利法后来在19世纪末时都被美国最高法院推翻。其中最著名的是“公民权案例 109 US 3 1883年”，法院判决宪法第14条只适用于州而不是个人，国会不能阻止在商业地区的公共场合对白人和黑人进行隔离的行为，这相当于推翻了1875年通过的民权法。而案例“Plessy v. Ferguson 163 US 537 1896”则走得更远，并为州实行的种族隔离提供了法律基础，只要它是“隔离但是平等的”。

## 工业革命

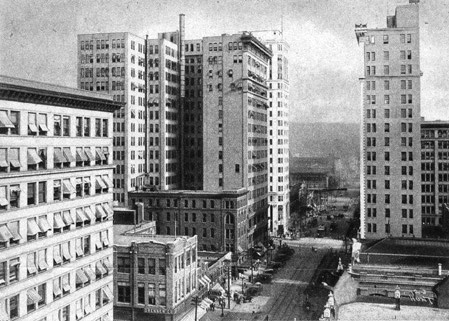
阿拉巴馬州伯明翰，1915

美国内战结束后，出现了一次巨大的经济发展，这个过程通常被称为工业革命。在这次工业革命中，美国的经济迅速发展，并使得美国成为世界上最富有的工业国家。人口和劳动力戏剧性的从农村转向城市，从土地转向工厂，而更多的是，转向服务行业。从今天的经济学来看，公众服务的提供这远远高于农业和制成品的提供者。有历史学家认为工业革命的发展受益于内战的推动，但更通常的看法是，美国经历了一段长时期的经济繁荣，而内战则刺激了经济发展。随着经济的不断增长和复杂化，数据统计揭示了在过去一个世纪一个剧烈的长期增长使得自己雇用变成为他人工作。美国的工业革命的另一个重要影响是促使了垄断组织的出现。例如其中的美孚石油公司到它成立第一个托拉斯时，已经控制了全国90%的炼油业。托拉斯的出现引起了人们的反对，各种舆论要求政府对此采取行动。1874年-1885年间，众议院曾提出30项议案，并于1890年通过了谢尔曼反托拉斯法。

## 美国扩张主义
美国的扩展主义与其他的新兴工业国家一样，根源于国内关系。美国与德国一样，是一个新兴的工业国家，其中投资对经济增长起到很重要的协助和推动作用，它帮助建设诸如铁路和其它公共设施的建设。但是，1890年统计的发现，特别是历史学家弗雷德里克·杰克逊·特纳的论文《美国历史上边界的重要性》（The Significance of the Frontier in American History）受到大众的注意后，引起了人们对自然资源缺乏的担心。1893年恐慌以及随后发生的萧条使得一些商人和政治家得出欧洲早一代人利奥波德二世、朱尔斯·佛利（Jules Ferry），本杰明·迪斯雷利、约瑟夫·张伯伦（Joseph Chamberlain）和弗朗西斯科·克里斯皮相同的结论：工业国家显然过度膨胀，生产出高于国内消费的产品。
虽然美国在菲律宾和波多黎各的资本投资相对较少，但是这些殖民地作为扩张对亚洲出口具有战略意义，特别是中国和拉丁美洲，它使得美国可以从中国的“门户开放”以及美元外交中获得利益。门罗时期的美国帝国主义使得美国取代英国成为拉丁美洲主要的“投资者”角色的倾向在战后得以完成。
19世纪结束末期是美国进行帝国主义扩张的时期，它把美国推向了世界舞台：
- 1894年，夏威夷国王被美国推翻，并导致其在1898年并入美国；
- 1898年，美西战争使得美国得到了西班牙的殖民地古巴、菲律宾、波多黎各和关岛；

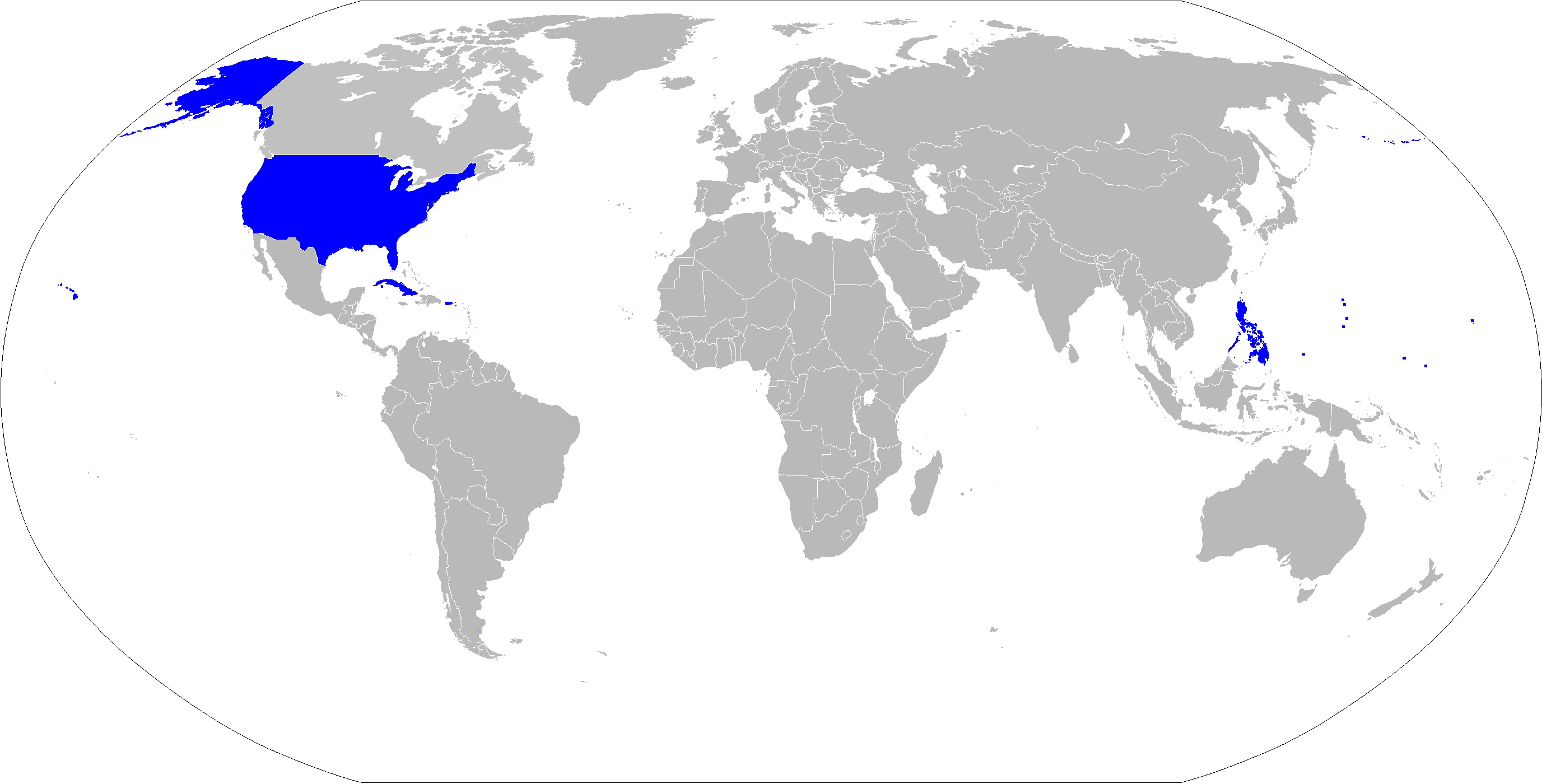
美西战争以后的美利坚殖民帝国，包括古巴和菲律宾

## 第一次世界大战
在20世纪期间，美国卷入了两场世界大战。在一战开始的1914年，美国严守中立，但是当德国把携带有很多美国乘客的英国船只击沉后，美国开始参战。在美国的帮助下，英国、法国和意大利赢得了战争，并以《凡尔赛条约》对德国进行严厉的经济惩罚。这种惩罚为后来阿道夫·希特勒于1933年获得政权制造了条件。美国参议院并没有批准凡尔赛条约，相反，美国与德国以及她的盟国分别签订了和平条约。
由于总统伍德罗·威尔逊对战争理想承诺的破灭使得美国人开始选择孤立主义：他们开始把注意力集中到国内，远离国际关系并只关心国内事务。